# Joaquim Chissano
Joaquim Alberto Chissano GColSE • GColIH • GColL (Malehice, Chibuto, Gaza, 22 de outubro de 1939) é um político moçambicano, foi presidente de seu país de 1986 a 2005.
Em 1951, foi o primeiro negro a matricular-se no Liceu Salazar (atual Escola Secundária Josina Machel), onde fez os seus estudos secundários.
Em 1960, partiu para Portugal para cursar medicina, mas abandonou este país em 1961 devido a perseguição da polícia política portuguesa (PIDE). Juntou-se à FRELIMO em 1963, na sequência da sua associação com a causa nacionalista. Em 1974, com apenas 35 anos de idade, torna-se primeiro-ministro do Governo de Transição e, depois da proclamação da independência de Moçambique, é nomeado ministro dos Negócios Estrangeiros.
Com a morte do presidente Samora Machel, em 1986, foi nomeado em sua substituição. Em 1994, é feita a primeira eleição democrática para Presidente, observada pela ONU, depois do fim da guerra civil. Foi então democraticamente eleito presidente da República de Moçambique, cargo que manteria até 2005, depois de ter vencido as segundas eleições multipartidárias em 1999.

## Condecorações e prémios
- Grã-Cruz da Ordem do Infante D. Henrique de Portugal (14 de maio de 1984);[1]
- Grande-Colar da Ordem do Infante D. Henrique de Portugal (9 de abril de 1990);[1]
- Grande-Colar da Ordem Militar de Sant'Iago da Espada de Portugal (21 de abril de 1997);[1]
- Doutoramento honoris causa pela Universidade do Minho (fevereiro de 2005)
- Primeira edição do prémio Mo Ibrahim, destinado a estadistas africanos (22 de outubro de 2007);[2]
- Grande Colar da Ordem de Timor-Leste (30 de Agosto de 2009)[3]
- Grande-Colar da Ordem da Liberdade de Portugal (30 de junho de 2016)[1].